# (196945) Guerin
(196945) Guerin est un astéroïde de la ceinture principale.

## Description
(196945) Guerin est un astéroïde de la ceinture principale. Il fut découvert le 26 octobre 2003 à Ottmarsheim par Claudine Rinner. Il présente une orbite caractérisée par un demi-grand axe de 2,99 UA, une excentricité de 0,14 et une inclinaison de 4,0° par rapport à l'écliptique.